# Bonny Barbara Allan
«Bonny Barbara Allan» (с англ. — «Прекрасная Барбара Аллан», также Barbara Allen; Child 84, Roud 54) — народная баллада шотландского происхождения, со временем получившая широчайшее распространение в англоговорящих странах. Некоторые исследователи называют её одной из самых популярных народных песен на английском языке.
Фрэнсис Джеймс Чайлд в своём собрании приводит три её варианта (и мелодию), самый ранний из которых взят из «Tea-Table Miscellany» Аллена Рэмзи издания 1740 года, два других — из рукописи Уильяма Мазеруэлла и из Роксбургского собрания. Однако её уже в 1666 году упоминает в своём знаменитом дневнике Сэмюэл Пипс, когда рассказывает о визите к известной английской актрисе того времени Мэри Нип (Mary Knep).

## Сюжет
Молодой человек в буквальном смысле слова умирает от безответной любви к Барбаре Аллан. Его слуга приводит девушку к нему, однако та не проявляет жалости и остаётся безразличной. На обратном пути она слышит колокол, возвещающий о смерти юноши, и, вскоре, раскаявшись в своей жестокосердности, умирает сама.
Широко распространены версии, где их хоронят рядом, и из могил, сплетаясь, вырастают роза и шиповник, хотя в текстах, приведённых Чайлдом, этот финал отсутствует. Однако мотив розы и шиповника присутствует в ряде других баллад из его собрания, таких как «Lord Thomas and Fair Annet» (Child 73), «Fair Margaret and Sweet William» (Child 74) и «Lord Lovel» (Child 75), и в целом довольно широко распространён в европейском фольклоре. Роберт Уолтц приводит примеры из Восточной Европы (венгерско-румынская история «Kadar Kata»), Ирландии (легенда о Дейрдре и Найси), Германии (романс Эйльхарта фон Оберже о Тристане и Изольде, датируемый концом XII века, где фигурируют сплетённые роза и виноград), Исландии (вариант легенды о Тристане «Tristrams Kvaethi», где из могил вырастают два дерева). Одно из самых древних появлений этого мотива — в рассказе о Филемоне и Бавкиде из «Метаморфоз» Овидия.

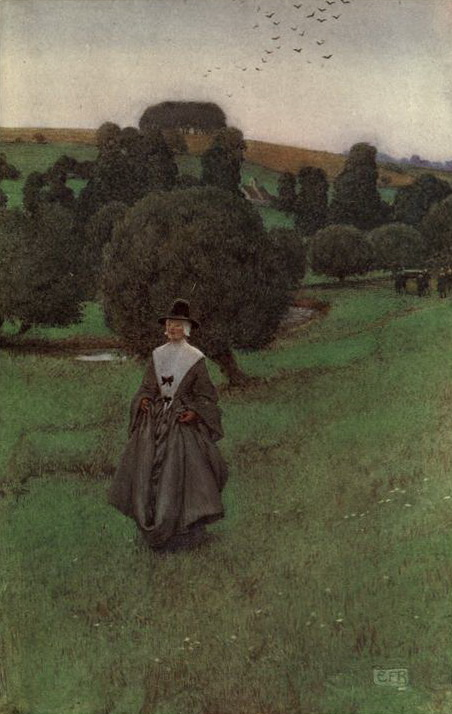
Иллюстрация к балладе за авторством Элеанор Фортескью-Брикдейл. The Book of old English songs and ballads (ок. 1920)